# Napoléon Legendre de Luçay
Pour les articles homonymes, voir Luçay.
Napoléon Legendre de Luçay, né le 5 décembre 1803 à Paris où il est mort le 27 juin 1875, est un administrateur français du XIXe siècle, maître des requêtes au Conseil d'État, préfet de la Mayenne.

## Biographie
Issu d'une famille noble de la finance parisienne, il est le fils de Jean-Baptiste-Charles Legendre de Luçay et de Jeanne Charlotte Félicité Papillon d'Auteroche, et disposait d'une solide fortune.
Il est chevalier de la Légion d'honneur en 1837.
Gendre du marquis Hélion de Villeneuve-Vence, il est le père d'Hélion de Luçay.